# Newfane (Vermont)
Newfane is de hoofdplaats (shire town) van Windham County in de Amerikaanse staat Vermont. De plaats (town) had volgens de census van 2000 1.680 inwoners, hiermee is het niet de grootste plaats van de county, dat is namelijk Brattleboro. Binnen Newfane liggen de dorpen (villages) Newfane en Williamsville.

## Geschiedenis
Newfane was een van de New Hampshire Grants en is gesticht op 9 juni 1753 door de gouverneur van New Hampshire, Benning Wentworth. Hij noemde de plaats Fane naar de Engelse edelman John Fane.

## Geografie
Newfane ligt in het zuidoosten van Vermont en ten oosten van de Green Mountains. Volgens het United States Census Bureau heeft de plaats een totale oppervlakte van 104,6 km², waarvan 0,4 km² water. De rivieren de Rock en de West stromen door de plaats.

## Demografie
Volgens de census van 2000 had Newfane in totaal 1.680 inwoners, 693 huishoudens en 494 gezinnen en de bevolkingsdichtheid bedroeg 16,1 inwoners per km².

## Verkeer
De Vermont Route 30 verbindt de plaats met Brattleboro en Townshend.

## Bekende inwoners
De Amerikaanse econoom John Kenneth Galbraith had een vakantiewoning in Newfane.